# Choco-Schwarzkehltrogon

Verbreitungsgebiet des Choco-Schwarzkehltrogones

Der Choco-Schwarzkehltrogon (Trogon cupreicauda) ist eine Vogelart aus der Familie der Trogone (Trogonidae).
Die Art wurde ursprünglich als Unterart (Ssp.) des Blauscheiteltrogons (Trogon curucui) beschrieben und als Trogonurus curucui cupreicauda bezeichnet, dann lange unter der Bezeichnung Trogon rufus cupreicauda, auch mal als Trogonurus rufus cupreicauda als eine von 6 Unterarten des Schwarzkehltrogons (Trogon rufus) angesehen.
Aufgrund von Unterschieden in Genetik, Aussehen und Lautäußerungen wurde sie überwiegend als eigenständige Art anerkannt.
Weiterhin als Unterart Trogon rufus cupreicauda wird der Vogel von HBW und BirdLife International (2024) geführt, weshalb es keine aktuelle Beurteilung der Gefährdungssituation gibt.
Der Vogel kommt im Westen Kolumbiens und Nordwesten Ecuadors vor.
Der Lebensraum umfasst die Tumbes-Chocó-Magdalena-Region und die südliche Hälfte des Tales des Río Magdalena mit feuchtem Tieflandwald und hoch gewachsenem Sekundärwald bis 1100 m Höhe.
Der Artzusatz kommt lateinisch cupreus ‚kupfern‘ und lateinisch cauda ‚Schwanz‘.

## Merkmale
Die Art dürfte etwa 25 cm groß sein und zwischen 48 und 61 g wiegen (Zahlen vom Schwarzkehltrogon (Trogon rufus)). Sie hat einen langen rechteckigen Schwanz, kleine Füße und kurze Beine. Das Männchen ist grün am Kopf bis Nacken und Rücken sowie oberer Brust, das Gesicht und die Kehle sind schwarz, der breite Augenring gelb. Die Schwanzoberseite ist grün bis kupferfarben grün und hat eine schmale schwarze Terminalbinde. Der Bauch ist gelb, die Schwanzunterseite ist schwarz-weiß gebändert.
Das Weibchen ist statt grün braun mit zusätzlichen weißen Flecken vor und hinter dem Auge. Die Schwanzunterseite ist verwaschen hellbraun.
Die Iris ist dunkelbraun, der unbefiederte Augenring ist hellgelb beim Männchen und weißlich bis blass gelb bei Jungvögeln und Weibchen. Die Beine und Füße sind bläulich-grau. Der Schnabel ist beim Männchen gelb bis gelblichgrün, beim Weibchen schwärzlich mit etwas Gelb an der Schnabelkante oder mattgrau oder gelblich und schwärzlich überhaucht. Bei Jungvögeln ist der Schnabel überwiegend schwarz.
Andere im Ausbreitungsgebiet vorkommende Trogone mit gelbem Bauch sind der Weißschwanztrogon (Trogon chionurus) und der Grünschwanztrogon (Trogon caligatus).
Ersterer ist größer, das Männchen hat einen blass blauen Augenring und eine ungebänderte Schwanzunterseite, das Weibchen ist schiefergrau und hat kein Braun an der Schwanzunterseite. Beim Weißschwanztrogon ist der Übergang von oberer Brust zu Unterseite tiefer als beim Choco-Schwarzkehltrogon.
Der Grünschwanztrogon ist ähnlich groß, schwarz am Kopf mit bläulicher Brust, hat auch einen gelben Augenring, das Männchen unterscheidet sich durch die violettblaue Färbung des Kopfes, das Weibchen durch den dunkelgrauen Kopf.
Am ähnlichsten ist der männliche Jungvogel des Grünschwanztrogons, der manchmal grünlichen Schimmer an der Brust haben kann, hat aber eine größere schwarze Maske, die weniger kontrastreich gegen den übrigen Kopf abgesetzt ist. Die Lautäußerungen unterscheiden sich ebenfalls.

## Geografische Variation
Die Art ist monotypisch.

## Stimme
Der Gesang des Männchens wird als langsame, gleichmäßige Folge von meist 7 nasalen, undeutlichen „coo“ Lauten beschrieben. Im Vergleich zum Nördlichen Schwarzkehltrogon (Trogon tenellus) hat der Gesang mehr Töne pro Strophe, kürzer Tondauer und ist tiefer. Der Ruf ist ein „churr“ wie bei anderen Trogonen.

## Lebensweise
Die Art ist ein Allesfresser, hauptsächlich werden jedoch Insekten und Früchte verzehrt.
Die Brutzeit liegt zwischen Februar und Mai. Das Nest wird in einem verrottenden Baum oder Baumstamm in 1 bis 4 m Höhe angelegt. Das Gelege besteht aus 2 weißen Eiern, die von beiden Elternvögeln bebrütet werden.

## Gefährdungssituation
Der Bestand gilt als „nicht gefährdet“ (least Concern). Diese Aussage bezieht sich allerdings auf den „Black-throated Trogon“ vor der Aufspaltung, da für die einzelnen Arten bislang keine Untersuchungen vorliegen.